# Kallon FC
Kallon Football Club – sierraleoński klub piłkarski, grający w Premier League, mający siedzibę w mieście Freetown.

## Historia
Klub został założony w 2002 roku. Jest spadkobiercą klubu Sierra Fisheries i został wówczas wykupiony przez byłego piłkarza i reprezentanta Sierra Leone, Mohameda Kallona. Jako Sierra Fisheries klub trzykrotnie wywalczył mistrzostwo Sierra Leone w latach 1982, 1986 i 1987. Z kolei grając już pod nazwą Kallon FC został mistrzem kraju w 2006 roku. W 2006 roku Kallon FC zdobył Puchar Sierra Leone.

## Stadion
Domowe mecze klub rozgrywa na stadionie o nazwie Stadion Narodowy we Freetown. Stadion może pomieścić 36000 widzów.

## Sukcesy
- Premier League:

mistrzostwo (4): 1982, 1986, 1987 (jako Sierra Fisheries), 2006
- Puchar Sierra Leone:

zwycięstwo (1): 2006

## Występy w afrykańskich pucharach
| Sezon                 | Rozgrywki           | Runda   | Kraj                     | Klub                 | Dom | Wyjazd | Dwumecz |
| --------------------- | ------------------- | ------- | ------------------------ | -------------------- | --- | ------ | ------- |
| jako Sierra Fisheries |                     |         |                          |                      |     |        |         |
| 1983                  | Puchar Mistrzów     | wstępna | Mauretania               | ASC Police           | 1–0 | 3–1    | 4–1     |
| 1983                  | Puchar Mistrzów     | 1       | Nigeria                  | Enugu Rangers        | 1–0 | 1–0    | 2–0     |
| 1983                  | Puchar Mistrzów     | 1       | Zair                     | AS Bilima            | 1–1 | 0–1    | 1–2     |
| 1988                  | Puchar Mistrzów     | wstępna | Mauretania               | ASC Police           | 0–1 | 0–0    | 0–1     |
| jako Kallon FC        |                     |         |                          |                      |     |        |         |
| 2007                  | Liga Mistrzów       | wstępna | Nigeria                  | Ocean Boys FC        | 1–0 | 0–0    | 1–0     |
| 2007                  | Liga Mistrzów       | 1       | Wybrzeże Kości Słoniowej | ASEC Mimosas         | 0–1 | 1–2    | 1–3     |
| 2012                  | Puchar Konfederacji | wstępna | Kamerun                  | Union Duala          | 2–0 | 0–1    | 2–1     |
| 2012                  | Puchar Konfederacji | 1       | Nigeria                  | Warri Wolves         | 0–0 | 0–2    | 0–2     |
| 2022/2023             | Puchar Konfederacji | 1       | Benin                    | Buffles du Borgou FC | 3–0 | 1–0    | 4–0     |
| 2022/2023             | Puchar Konfederacji | 2       | Egipt                    | Future FC            | 0–2 | 0–4    | 0–6     |

## Reprezentanci kraju grający w klubie
Stan na wrzesień 2016.
| - Alhassan Bangura - Mohamed Bangura - Teteh Bangura - Christian Caulker - Junior Lahai Coker - Alfi Conteh Lacalle - Albert Foday - Gibrilla Fofanah - Khalifa Jabbie - Ibrahim Kallay - Kemokai Kallon - Mohamed Kallon - Mohamed Kamanor - Alhaji Kamara - Alhassan Kamara - Alusine Kamara - Ernest Kamara - Kei Kamara - Lansana Kamara | - Mohamed Kamara - Mohamed Kamara - Sulaiman Kamara - Abu Abedi Kanu - Albert Kargbo - John Keister - Ibrahim Koroma - Mohamed Mansaray - Kelfala Mara - Christian Moses - Salifu Samura - Alfred Sankoh - Alimamy Sesay - Habib Sesay - Hassan Sesay - Rodney Strasser - Sheriff Suma - Sallieu Tarawallie - Serry Turay |